# رینزویل (ایندیانا)
رینزویل (به انگلیسی: Rainsville) یک منطقهٔ مسکونی در ایالات متحده آمریکا است که در شهرستان وارن، ایندیانا واقع شده‌است. رینزویل ۲۰۱ متر بالاتر از سطح دریا واقع شده‌است.